# Nebrioporus hostilis
Nebrioporus hostilis är en skalbaggsart som först beskrevs av Sharp 1884.  Nebrioporus hostilis ingår i släktet Nebrioporus och familjen dykare. Inga underarter finns listade i Catalogue of Life.